# اریک ودرسو
اریک ودرسو (دانمارکی: Erik Wedersøe؛ ‏ ۱۸ ژوئیهٔ ۱۹۳۸ – ۲۷ سپتامبر ۲۰۱۱) بازیگر اهل دانمارک بود.
از فیلم‌ها یا سریال‌های تلویزیونی که وی در آن نقش داشته‌است، می‌توان به پخمه‌ها، قلمرو و واحد سیار اشاره کرد.